# Furry
Een furry of fur (van het Engelse woord voor harig of vacht) is een persoon met een voorliefde voor antropomorfe dieren zoals men deze vaak tegenkomt als strip-, game- of tekenfilmfiguren, figuur in fabels of fantasyboeken.

## Geschiedenis
De oorsprong van een georganiseerd furry fandom gaat terug tot begin jaren 80 van de 20e eeuw, waar het zich ontwikkelde als een subfandom binnen de sciencefictionfanwereld. Gedurende de jaren 80 ontwikkelde het fandom zich gestaag, waardoor in 1989 de eerste echte furryconventie kon plaatsvinden. Het nam echter pas een echte vlucht na de popularisatie van het internet in de jaren 90, waardoor furs van over de gehele wereld met elkaar in contact konden komen.

## Fursona

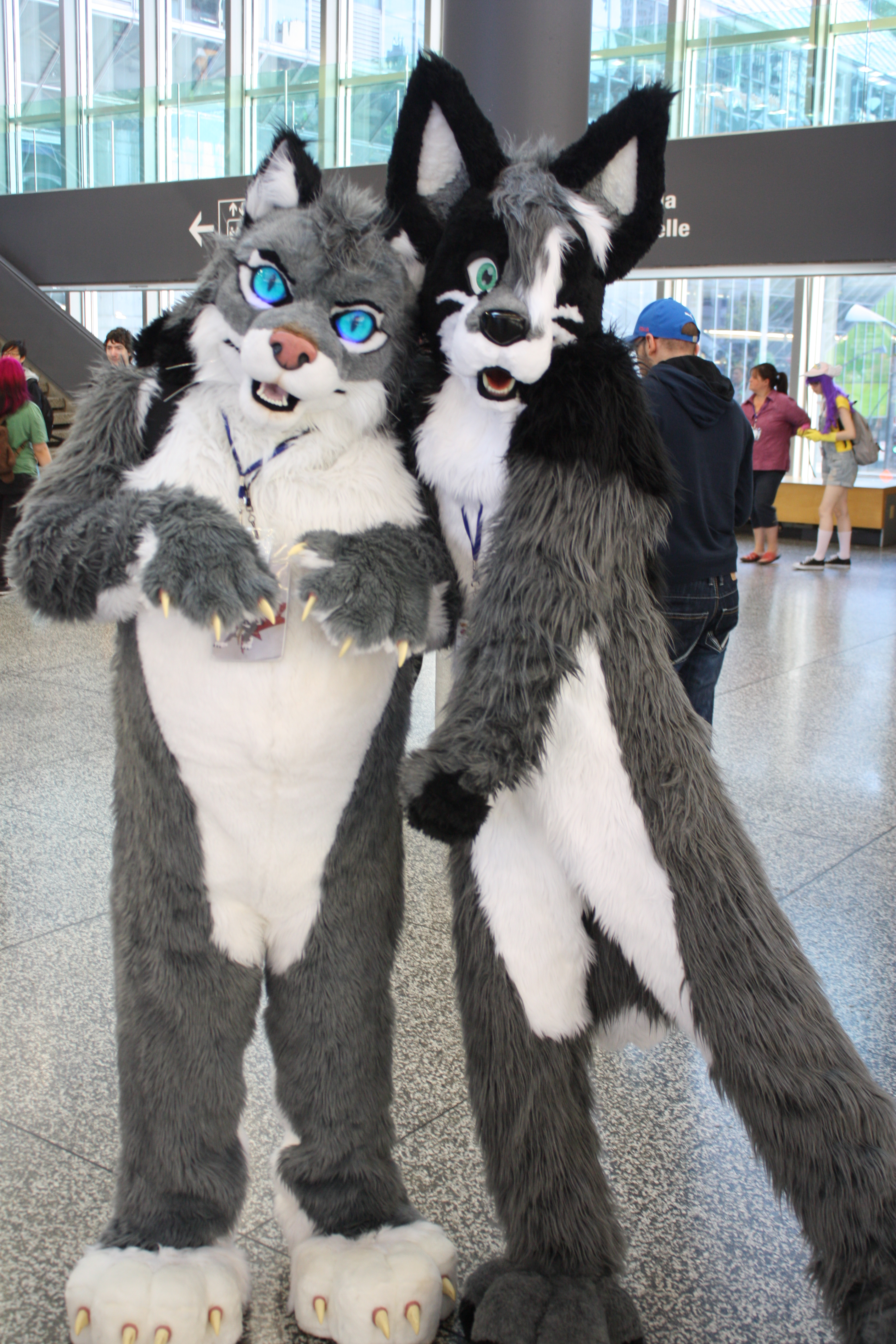
Sommige furry's maken en dragen kostuums (fursuits) van hun personage (fursona).

Bij onderlinge sociale contacten wordt er vaak gebruikgemaakt van een virtueel alter ego in de vorm van een antropomorf dier, de fursona. De keuze van de fursona kan beïnvloed worden door veel verschillende factoren en kan simpelweg het lievelingsdier zijn van een persoon, of een dier met een grote symbolische of spirituele waarde voor een persoon. Soms wordt een fursona gekozen vanuit de wens de in het algemeen aan een bepaalde diersoort toegeschreven eigenschappen zelf te bezitten.

## Handwerk
Een groot aantal furry's (of furs) heeft niet alleen een passieve interesse in allerhande weergaven van antropomorfe dieren, maar is ook zelf actief in het produceren van verhalen, tekeningen, foto's, strips, pluche dieren, etc. Er is op het internet een levendige handel in deze producten via verschillende gespecialiseerde verkoop- en veilingsites.

## Fursuits

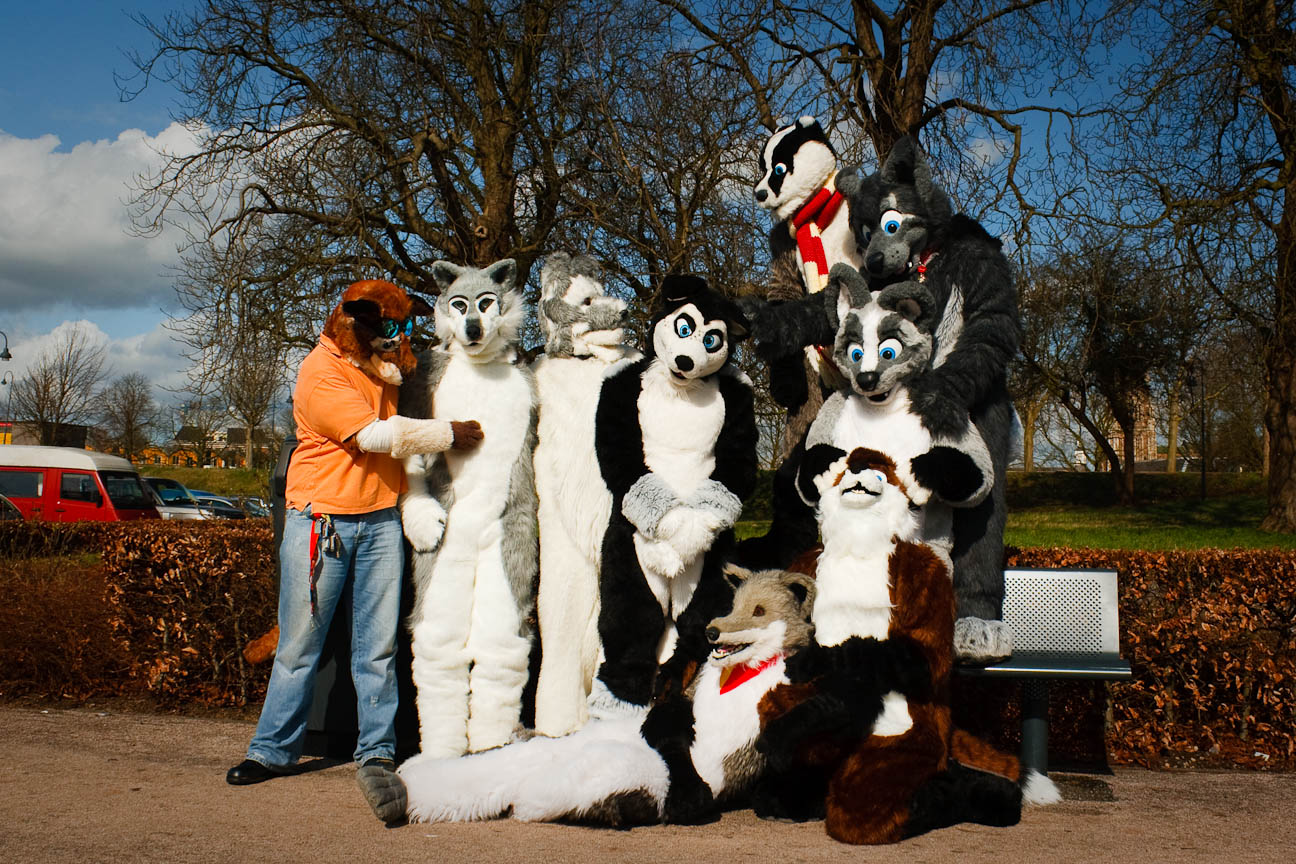
Meerdere Nederlandse fursuiters in Gorinchem

Een toenemend aantal furs heeft een specifieke interesse in het bezitten en/of dragen van 'fursuits'. Dit zijn kostuums die antropomorfe dieren voorstellen. Deze kunnen bestaan uit een volledig kostuum of slechts uit een hoofd, staart en (hand)schoenen in de vorm van poten. De kostuums worden soms zelf gemaakt maar meestal besteld bij gespecialiseerde fursuit-makers. De prijs van een dergelijke outfit kan variëren van enkele honderden tot enkele duizenden euro's.
De fursuits worden gedragen als personificatie van de furryidentiteit van de drager of simpelweg om mensen (niet in de minste plaats de fursuiter zelf) te vermaken en een leuke dag te bezorgen. Door velen wordt het fursuiten gezien als een vorm van cosplay.

## Lifestyle
Hoe actief een fur is binnen het fandom kan sterk verschillen van persoon tot persoon. Men kan het zien als hobby of tijdverdrijf, maar het kan ook een levensstijl vormen. Veel van de onderlinge contacten tussen verschillende furs spelen zich online af vanwege het internationale karakter van het furry fandom. Een belangrijk online tijdverdrijf is bijvoorbeeld het spelen van online (tekstgebonden) multi-user-rollenspellen ('MUCK's' of 'MUD's'). Er zijn echter ook geregeld bijeenkomsten die in grootte variëren van enkele vrienden bij elkaar tot internationale conferenties met meer dan 1000 deelnemers. In sommige gevallen zal een fur zijn interesse aan de buitenwereld tonen door bijvoorbeeld het dragen van een halsband of een staart. Bij sommige personen kan de preoccupatie met antropomorfe dieren voortvloeien uit een vorm van spiritualiteit waarbij een persoon door middel van het furry fandom vorm wil geven aan zijn spirituele band met een bepaalde diersoort. In zeldzame gevallen kan dit zelfs doorslaan tot de gedachte dat de persoon in kwestie zelf (deels) een dier is (niet te verwarren met theriantropie).

## Furs in Nederland en België
In Nederland en België is er een actieve kern van mensen die actief binnen het furry fandom zijn. Er worden bijeenkomsten georganiseerd, waarbij vaak ook enkele fursuiters de straat op gaan.

## Bekende inspiraties van furry's
- Disney
- Looney Tunes
- Sonic the Hedgehog
- Teenage Mutant Ninja Turtles
- Pokémon
- ThunderCats
- Five Nights at Freddy's
- Warrior Cats